# Phanerotoma acuminata
Phanerotoma acuminata är en stekelart som beskrevs av Gyöö Viktor Szépligeti 1908. Phanerotoma acuminata ingår i släktet Phanerotoma och familjen bracksteklar. Inga underarter finns listade i Catalogue of Life.